# Joseph Weydmann
Joseph Weydmann est un homme politique français né le 10 juillet 1871 à Strasbourg (Bas-Rhin) et mort le 25 novembre 1953 à Strasbourg.

## Biographie
Secrétaire général de l'Assistance publique du Bas-Rhin, il est député du Bas-Rhin de 1928 à 1932, membre de l'Union populaire républicaine puis de l'Action populaire nationale d'Alsace. 
Lors de son élection en 1928 il bat au second tour le candidat communiste Frédéric Guillaume Liebrich.
Joseph Weydmann est un farouche opposant à l'autonomie de l'Alsace.

## Rue Joseph Weydmann
Pour lui rendre hommage, la ville de Strasbourg a nommé une rue en son nom, dans le quartier de la Meinau.